# Liste des cantons de la Martinique
Les cantons de la Martinique  ont existé du milieu du XIXe siècle au 31 décembre 2015, lorsque l'Assemblée de Martinique a remplacé le conseil général et le conseil régional du département, en application de la loi no 2011-884 du 27 juillet 2011.

## Ancienne composition
Liste des 45 cantons du département de la Martinique, par arrondissement :
- arrondissement de Fort-de-France (16 cantons - sous-préfecture : Fort-de-France) :
Fort-de-France-1 - Fort-de-France-2 - Fort-de-France-3 - Fort-de-France-4 - Fort-de-France-5 - Fort-de-France-6 - Fort-de-France-7 - Fort-de-France-8 - Fort-de-France-9 - Fort-de-France-10 - Le Lamentin-1-Sud-Bourg - Le Lamentin-2-Nord - Le Lamentin-3-Est - Saint-Joseph - Schœlcher-1 - Schœlcher-2

- arrondissement du Marin (13 cantons - sous-préfecture : Le Marin) :
Les Anses-d'Arlet - Le Diamant - Ducos - Le François-1-Nord - Le François-2-Sud - Le Marin - Rivière-Pilote - Rivière-Salée - Sainte-Anne - Sainte-Luce - Saint-Esprit - Les Trois-Îlets - Le Vauclin

- arrondissement de Saint-Pierre (5 cantons - sous-préfecture : Saint-Pierre) :
Le Carbet - Case-Pilote-Bellefontaine - Le Morne-Rouge - Le Prêcheur - Saint-Pierre

- arrondissement de La Trinité (11 cantons - sous-préfecture : La Trinité) :
L’Ajoupa-Bouillon - Basse-Pointe - Le Gros-Morne - Le Lorrain - Macouba - Le Marigot - Le Robert-1-Sud - Le Robert-2-Nord - Sainte-Marie-1-Nord - Sainte-Marie-2-Sud - La Trinité

## Composition actuelle
L'Assemblée de Martinique, selon la loi no 2011-884 du 27 juillet 2011 relative aux collectivités territoriales de Guyane et de Martinique, se substitue à partir de 2015 à la fois au conseil général et au conseil régional. Elle est élue sur la base de quatre sections correspondant aux circonscriptions législatives, la notion de canton n'a ainsi plus de pertinence.

## Homonymies
Le canton de Saint-Joseph n'a pas d'homonyme exact (ceux de la Réunion sont « Saint-Joseph » avec un complément).
Le canton de Sainte-Anne a un homonyme exact dans le département de la Guadeloupe depuis 2015.
Les cantons de Sainte-Luce n'ont pas d'homonymes exacts (ceux de la Martinique sont sans complément).
L'arrondissement de Saint-Pierre a un homonyme exact, dans le département de La Réunion. Toutefois, les cantons incluant « Saint-Pierre » dans leur nom ne sont pas homonymes : ceux de la Réunion sont numérotés, tandis que celui de la Martinique est appelé « Saint-Pierre », sans complément. En revanche, sa commune chef-lieu « Saint-Pierre » a plusieurs homonymes exacts dans d'autres départements français, ainsi que dans la province de Québec au Canada, dans le Val d'Aoste en Italie, à Jersey, et une section d’une commune belge wallonne.
L'arrondissement de La Trinité n'a pas d'homonyme exact (seulement un homonyme partiel dans le département du Morbihan) mais sa commune chef-lieu a des homonymes exacts dans les départements des Alpes-Maritimes, de l’Eure, de la Manche et de la Savoie.
Les cantons de Sainte-Marie n'ont pas d'homonymes exacts (ceux de la Martinique sont numérotés ou qualifiés géographiquement).